# Yunquera de Henares
Yunquera de Henares ist eine zentralspanische Kleinstadt und eine Gemeinde mit 4.566 Einwohnern (Stand: 2024) in der Provinz Guadalajara in der Autonomen Gemeinschaft Kastilien-La Mancha.

## Geografie
Die Gemeinde befindet sich etwa 80 km nordöstlich von Madrid. Sie liegt im Tal des Flusses Henares, im Mittellauf von diesem, 12 Kilometer nördlich von Guadalajara, umgeben von kleinen, höher gelegenen Mooren und fruchtbarem Ackerland, typische Landschaft der kastilischen Hochebene.

## Bevölkerungsentwicklung
| Bevölkerung | Bevölkerung | Bevölkerung | Bevölkerung | Bevölkerung |
| 1900        | 1950        | 1970        | 2001        | 2020        |
| ----------- | ----------- | ----------- | ----------- | ----------- |
| 1208        | 1630        | 1859        | 2069        | 4205        |

## Persönlichkeiten
- Sheila García (* 1997), Fußballspielerin